# 오쿠시리군

오쿠시리군의 위치

오쿠시리군(일본어: 奥尻郡)은 일본 홋카이도 히야마 지청의 군이다.
인구 2,129명, 면적 142.97km², 인구밀도 14.9명/km².(2025년 2월 28일, 주민기본대장인구)
1개의 정으로 구성되어 있다.
- 오쿠시리정(奥尻町)

## 역사
- 1869년 8월 15일 - 오쿠시리군이 두어져 홋카이도 시리베시국에 포함되었다.
- 1906년 4월 1일 - 오쿠시리촌이 성립하였다.
- 1966년 1월 1일 - 오쿠시리촌이 정으로 승격해 오쿠시리정이 되었다.